# Линвуд (Њу Џерзи)
Линвуд (енгл. Linwood) град је у америчкој савезној држави Њу Џерзи. По попису становништва из 2010. у њему је живело 7.092 становника.

## Демографија
Према попису становништва из 2010. у граду је живело 7.092 становника, што је 80 (1,1%) становника мање него 2000. године.
| Група             | 2000.         | 2010.         |
| Белци             | 6.735 (93,9%) | 6.449 (90,9%) |
| Афроамериканци    | 76 (1,1%)     | 69 (1,0%)     |
| Азијати           | 173 (2,4%)    | 269 (3,8%)    |
| Хиспаноамериканци | 130 (1,8%)    | 210 (3,0%)    |
| Укупно            | 7.172         | 7.092         |